# فیلیپ بوایه
فیلیپ بوایه (به فرانسوی: Philippe Boyer) نویسنده قرن بیستم میلادی اهل فرانسه است.